# Tacarigua de La Laguna
Tacarigua de La Laguna – miasto w Wenezueli, w stanie Miranda.